# داروينية حزمية
داروينية حزمية (الاسم العلمي:Darwinia fascicularis) هي نوع من النباتات تتبع جنس الداروينية من فصيلة الآسية. تم وصف هذا النوع من النبات علمياً لأول مرة من قبل إدوارد رادج سنة 1815.